# Channel 4
Channel 4 is een televisiezender in het Verenigd Koninkrijk. Het is een publieke omroep, opgericht door de Britse overheid, die geen beroep kan doen op publieke middelen.
Alle inkomsten van de zender worden gehaald uit commerciële activiteiten zoals reclame. De zender werd opgericht om te voorkomen dat de twee BBC-kanalen en de enige commerciële tv-zender die er ten tijde van de oprichting waren, ITV, de enige tv-zenders van het land zouden zijn.
De eerste uitzending vond plaats op 2 november 1982. Countdown was het eerste programma.
Channel 4 is ook in Nederland en Vlaanderen te ontvangen. Sinds 2008 zendt het namelijk ongecodeerd uit via satellietpositie Astra 28,2°O, vanwaar ook de BBC- en ITV-zenders ongecodeerd uitzenden.
Verschillende oorspronkelijk voor Channel 4 geproduceerde programma's waren later ook in het buitenland te zien. Hiertoe behoren onder meer de komische series The Comic Strip, Lipstick on your collar, Da Ali G Show, The IT Crowd, Black Books en Spaced. Channel 4 zond ook onder andere Big Brother uit. De zender heeft daarnaast de Britse uitzendrechten voor de series Lost, Ugly Betty, Desperate Housewives & Will & Grace.
Onder de naam Film4 Productions produceert de zender ook Britse films, waaronder The Madness of King George, The Crying Game, Trainspotting en Four Weddings and a Funeral.
Channel 4 heeft ook een aantal digitale zenders: Film4, E4, E4 Extra, More4 en 4Music.
Deze zender kent een timeshiftkanaal genaamd "Channel 4 +1", waar de programmering van Channel 4 met een uur vertraagd wordt uitgezonden voor wie het begin gemist hebben of een programma opnieuw willen zien.
Wegens de financiële crisis gingen er in 2009 stemmen op om Channel 4 te fuseren met Five.